# Fountain Creek Township
Fountain Creek Township est un township du comté d'Iroquois dans l'Illinois, aux États-Unis,. En 2010, le township comptait une population de 368 habitants.

## Géographie
Selon le recensement de 2010, le township a une superficie totale de 93,83 kilomètres carrés. Presque tout le township est constitué de terres agricoles plates et ouvertes. Deux petits cours d’eau, Fountain Creek et Whiskey Creek, traversent le township du nord-est et se rencontrent au nord de Goodwine.
Une ligne de chemin de fer de l’Union Pacific reliant Chicago et Saint-Louis traverse le township du nord-est au sud-ouest dans la moitié est du township, et une branche de l’ancien Chicago and Eastern Illinois Railroad le traverse près de la frontière nord.

## Source de la traduction
- (en) Cet article est partiellement ou en totalité issu de l’article de Wikipédia en anglais intitulé « Fountain Creek Township, Iroquois County, Illinois » (voir la liste des auteurs).